# Tutti Frutti
«Tutti Frutti» (рус. Всякая всячина) — песня американского певца Литла Ричарда 1955 года, ставшая его первым хитом и вошедшая в дебютный альбом Here’s Little Richard. Популярные версии песни также записали Пэт Бун и Элвис Пресли в 1956 году. Одна из ранних песен в жанре рок-н-ролл.

## Оригинальная версия Литла Ричарда
В 1955 году 22-летний Литл Ричард заключил контракт со Specialty Records: к тому времени он четыре года записывался, без успеха, с различными лейблами.
Первые записи для лейбла начались в студии в Новом Орлеане в сентябре 1955 года с продюсером Робертом «Бампсом» Блэкуэллом и группой сопровождения Фэтса Домино. По воспоминаниям Бампса, сессия проходила бледновато; всё, за что он мог зацепиться — песенка «I’m Just a Lonely Guy». Во время перерыва на обед в гостинице «Капля росы» Ричард приметил стоящее на сцене пианино, ударил по клавишам и завопил: «А-уап-бап-а-лумопэ-гуд-годдэм, тутти-фрути, гуд-бути!». Эту песню, «Tutti Frutti», Ричард к тому времени уже исполнял на своих концертах. Характерный текст Литла Ричарда, полный жаргона, который певец подцепил где-то на Юге, и для непривычного слушателя не имеющий никакого смысла, был в срочном порядке подправлен в студии Дороти Лабостри, которая убрала региональный жаргон и непристойные мотивы. Получив текст за пятнадцать минут до окончания сессии, Ричард и Бампс осуществили запись (несмотря на то, что голос Ричарда был уже порядком перегружен).
По мнению продюсера, песня должна была перевернуть всю музыкальную индустрию. Первые цифры продаж не внушали оптимизма — 250 пластинок. «Странно», — вспоминал Ричард, — «я пел песни, которые теперь пою в клубах, но чёрные зрители никак не реагировали. Им нужны были блюзы, которые пел Би Би Кинг — вот к чему они привыкли. Я спою, к примеру, „Tutti Frutti“ — и ничего! Потом кто-нибудь выйдет на сцену и споёт старую блюзовую песню, и все сходят с ума». Однако уже следующим тиражом за неделю разошлось 200’000 копий, а за ними — и миллионный рубеж.
Сингл с песней занял 2-е место в американском хит-параде категории «ритм-н-блюз» (проведя там 20 недель) и 17 строчку в поп-хит-параде.

### Список композиций сингла (Specialty 561)
1. (A) «Tutti Frutti» — 2:25
2. (Б) «I’m Just a Lonely Guy»

## Версия Элвиса Пресли
Пресли записал свою версию «Tutti Frutti» в январе 1956 года. Песня вошла в альбом «Elvis Presley», вышедший в марте 1956 года на RCA Records. Песня также вышла на оборотной стороне сингла «Blue Suede Shoes» в сентябре 1956 года.

## Другие версии
Песню также записывали Пэт Бун (тиражи его версии «Tutti Frutti», записанной в том же году, на тот момент превосходили тиражи Пресли — при том, что Бун не понимал, о чём он поёт), Карл Перкинс (1958), Адриано Челентано (1957—1961), Стинг (1982) и другие. Британская рок-группа Queen исполняла песню на своих концертах во время Magic Tour в 1986 году.
В русской (советской) «народной» интерпретации получила прозвание «Баба Люба» (что и отразил в своём запрещённом магнитоальбоме 1983 г. Юрий Лоза; см. также х/ф «Шуб-баба Люба!»)